# Dąbrowa (powiat koszaliński)
Dąbrowa (niem.: Damerow) – wieś sołecka w Polsce położona w województwie zachodniopomorskim, w powiecie koszalińskim, w gminie Sianów.
Według danych z 30 czerwca 2003 r. wieś miała 384 mieszkańców.
We wsi znajduje się kościół o częściowo gotyckich murach, odbudowany w XIX w. i powiększony o ramię transeptu. Jedyne elementy stylowe to uskokowe przypory wspierające nawę i ośmiopołaciowy hełm wieży